# Дахова (Мазовецьке воєводство)
Дахова (пол. Dachowa) — село в Польщі, у гміні Сохачев Сохачевського повіту Мазовецького воєводства.
Населення — 136 осіб (2011).
У 1975-1998 роках село належало до Скерневицького воєводства.

## Демографія
Демографічна структура станом на 31 березня 2011 року:
|          | Загалом | Допрацездатний вік | Працездатний вік | Постпрацездатний вік |
| -------- | ------- | ------------------ | ---------------- | -------------------- |
| Чоловіки | 71      | 9                  | 56               | 6                    |
| Жінки    | 65      | 11                 | 42               | 12                   |
| Разом    | 136     | 20                 | 98               | 18                   |